# 老千
老千在粵語中意指騙子，尤其是指使用變化多端的手段，針對受騙者的心理和信念等施行騙術者。
在英語中，該詞對應的詞彙 Card sharp（或作cardsharp、card shark 或 cardshark 等），是指使用技巧和/或欺騙在撲克或其他紙牌遊戲中獲勝的人。該標籤並不總是帶有貶義，有時用於指代出於娛樂目的的紙牌技巧從事者。 在一般用法中，主要是在美式英語中，該術語還具有專業牌戲賭徒的意思，該類賭徒經常利用技能較低的其他參與者。

## 偷訛拐騙
- 偷：偷盜、偷竊
- 訛：虛假陳述
- 拐：拐帶，販賣人口
- 騙：利用受害人的迷信、信仰、好色及貪念等

## 招搖撞騙
騙子尋找對象的原始方法。招謠是自我宣傳而引人注意，撞騙即無固定方式和地點。

## 賭博業
精於賭博，主要以千術在賭博中賺取利益。主要代表人物：马洪刚、老鬼头、鬼手阿三、郭安迪、郑泰顺、尧建云等。

### 天仙局
即天衣無縫的詐騙佈置，最完美的是被騙者於受害後也不知被佈局欺騙。例如：
1. 民國初年的廣東、而直至1960年代至1970年代香港大酒樓晚上宴席之前多設有雀局及牌局，參與者多被蒙騙也不自知。
2. 先物色對象，再設賭局行使騙術。現在多以訂購貨物為名，相約於境外見面，稱時間尚早，說有二世祖敗家好賭，但賭術不精，最好給他教訓。

## 老千集團
有些老千集團以非賭博手法棍騙受害人。

### 千門八將
千門八將，「上八將」為「正」、「提」、「反」、「脫」、「風」、「火」、「除」、「謠」，而「下八將」乃「姦」、「淫」、「邪」、「盜」、「偷」、「呃」、「拐」及「騙」。分別在於上八將多是集團組織，運用智慧機會，順應被騙者的喜好，志在騙走錢財而不會傷害他人身體。

### 千門上八將
多為三合會成員，各司其職，是謂：「正、提、反、脫、風、火、除、謠」
1. 正：主角，出面利用技術或智慧行騙。（口才及心理學等）
2. 提：佈置及提議騙局的軍師。（精心策劃，有應對方案，器材安排，即佈下俗稱「天仙局」的老千）
3. 反：（正寫玩，粵音反）陪伴玩樂的傍友，利用對手的愛好引其上當。提供女伴或賭伴（投其所好），亦作反間諜、專門留意一哥周圍人物。
4. 脫：安排相關人等逃跑、脫身。（成功後的消失，失敗後的逃逸）
5. 風：派專人望風，又或俗稱「天文台長」。等同源出香港三角碼頭工人的術語「睇水」，後演變成非法賭檔和鴉片煙檔的隱語。
  1. 看風：讓人盯著你及附近環境，一發現不對勁，即通知相關人等
  2. 收風：收取情報
  3. 放風：發放（虛假）消息
6. 火：武力。（在棍騙失敗，而又不能談判解決，則以武力手段平息事件，又或在棍騙過程中需要用武力時也會由這人負責）
7. 除：談判。（在棍騙失敗後，以談判手法解決事件）
8. 謠（招謠）：謠言或虛假宣傳。（造謠以混淆視聽，例如：聽說副食品要漲價了...結果使某人買回了滿屋子的油鹽醬醋）

### 媒的演變
由個人的招搖撞騙方式開始繁衍成有組織的集團形式。凡千不離媒，媒是引介及宣傳，提反謠也是媒。經過媒的引介及虛假失實的宣傳，從而令人相信正將的權威和專業。
1. 明清之前：行走江湖之相士、算命和風水先生、雲遊道人術士、遊歷和尚及賣藝者等等。
2. 民國初年：娛樂場所、茶館、酒樓及報章宣傳等等。
3. 近代：電子媒體及電腦網路及有財團資金挹注的媒體、和有財團資金幫助的政治人物等等。

## 以老千為主題的作品

### 電影
- 《孤注一掷》
- 《至尊計狀元才》
- 《千王1991》
- 《賭俠1999》
- 《賭俠大戰拉斯維加斯》
- 《千王之王2000》
- 《大贏家》
- 《賭聖3之無名小子》
- 《提防老千》
- 《正將》

### 電視劇
- 《老千》
- 《千王之王》
- 《千門八將》
- 《千謊百計》
- 《雌雄大老千》
- 《皇家反千組》
- 《乘勝狙擊》
- 《賭城群英會》
- 《荷里活有個大老千》
- 《廉政英雄》-第五單元：正己專案、第六單元：最後正義

### 漫畫
- 《詐欺獵人》
- 《狂賭之淵》

## 相關參见
- 棍騙
- 詐騙
- 詐騙集團